# Mike Love
Michael Edward „Mike” Love (Los Angeles, Kalifornia, 1941. március 15.). Amerikai énekes, zenész, dalszerző, dalszövegíró. Ő volt a The Beach Boys egyik alapító tagja, unokatestvérei, Brian, Carl, és Dennis Wilson, valamint barátja Al Jardine mellett.

## Élete és pályafutása

### Kezdeti évek
Mike Love 1941. március 15-én született Edwin Milton Love és Emily Glee gyermekeként. Hárman voltak testvérek, Mike öccse Stan Love hires NBA játékos lett, a másik, lánytestvére, Maureen Love hárfás, és a Pink Martini zenekar tagja lett. (Maureen egyébként közreműködött a Beach Boys egy korai slágerében a „Catch a Wave”-ben).

### Szerepe a The Beach Boys-ban
Bár a korai években Mike játszott szaxofonon és egy kicsit gitáron is, ő lett a Beach Boys egyik vezető énekese, Brian mellett és a zenekar fő dalszövegírója. Tizenegy top10-es slágerben működött közre, ezen belül mind az öt Beach Boys No.1-es slágerben. Mike énekelte a legtöbb gyorsabb tempóju Beach Boys dalban a szólóvokált (míg Brian a lassú balladákban), olyan nagy slágerekben, mint: "Surfin' Safari", "Surfin’ U.S.A", "Shut Down", "Little Deuce Coupe", "Be True To Your School", "Little Saint Nick", "Fun, Fun, Fun", "I Get Around", "When I Grow Up (To Be a Man)", "Little Honda", "Dance, Dance, Dance" and "California Girls". Ezen kívül ő énekelte a basszus szólamot is olyanokban mint: "I Can Hear Music", vagy a nagy sikerű "Good Vibrations".
Mike szintén közreműködött a Beach Boys egyik legsikeresebb dalában a"Kokomo"-ban, amit "Golden Globe" és "Grammy-díj"-ra is jelöltek.
Mike és Bruce a mai napig is folytatják a turnézás. Bár az eredeti felállásból egyedül Mike maradt meg a zenekarban.

### A SMiLE
Visszatekintve a konfliktusok legfőbb forrása Mike Love-nak a Wilson-Parks együttműködéssel szemben érzett ellenszenve volt. A Pet Sounds album felvételeiig Love írta a Beach Boys legtöbb dalának szövegét (a tengerpartról, autókról, lányokról), nem meglepő tehát, hogy sértetten és haragosan tekintett Parks bonyolult, impresszionista dalszövegeire. Love attól is tartott, hogy a zenekar elveszíti közönségét, ha Brian és Parks megváltoztatja a jól bevált formulát. Egy, a ’’MOJO’’ magazinnak adott interjújában Love kifejtette, hogy gyanakodva tekintett Brian új barátaira – Los Angeles intellektuális, droghasználó művészelitjének tagjaira –, akiket unokatestvérét kihasználó és kemény drogokkal tömő "élősdieknek" nevezett.
Ugyanebben az interjúban Love tagadta, hogy ellenezte volna a ’’Pet Sounds’’-szal megkezdett stílusváltást, és azt állította, hogy a ’’SMiLE’’ zenéje ellen sem volt kifogása, csupán a szövegektől idegenkedett. Ezeket az állításokat maga Van Dyke Parks cáfolta a MOJO szerkesztőjének írt levelében, melyben Love kijelentéseit "revizionistának" nevezte, és határozottan azt állította, hogy Love-nak a SMiLE-lal szembeni ellenszenve volt Wilson összeomlásának fő oka.

## Jogi csatározások
Nem sokkal azután, hogy Wilson megnyerte a Sea Of Tunes-ügyet, Mike Love perelte be Briant, társszerzői címet követelve magának számos Beach Boys-dalban, többek között a "Help Me, Rhonda"-ban, a "California Girls"-ben, az "I Get Around"-ban, a "Wouldn't It Be Nice"-ban, az "I Know There's an Answer"-ben, és a zenekar sok más sikeres számában. Love-nak 13 millió dollárnyi kártérítést ítélt a bíróság. Mike későbbi interjúiban elmondta, hogy a dalok szövegeinek nagy részét ő írta, noha bizonyos esetekben csak egy-két sorral járult hozzá a szöveghez.
2005 novemberében Love ismét pert indított Wilson ellen, miután a brit Mail On Sunday egyik számához "Good Vibrations" címmel ingyenes CD-melléklet jelent meg hárommillió példányban. Az ingyenes lemez Wilson SMiLE albumának promotálását szolgálta, ám szerepel rajta öt Wilson-Love szerzemény. Love állítása szerint a "Good Vibrations" és a SMiLE a Beach Boys nevének és image-ének engedély nélküli felhasználásával jelent meg, és több millió dollárnyi kártérítést követelt, valamint további egymillió dollárt a Beach Boys hírnevét ért károkat helyreállító hirdetéseket finanszírozandó.
Love állítása szerint: "Az unokatestvéremet, Briant, akivel rengeteg slágert írtunk közösen, akit szeretek és akiért aggódok, ismét olyan emberek veszik körül, akiket kizárólag saját anyagi hasznuk érdekel, és nincsenek tekintettel Brian jogaira, az én jogaimra, vagy akár néhai testvéreinek, Carl-nak és Dennisnek hagyatékára, valamint gyermekeik jogaira. Sajnos a történelem ismétli önmagát. Brian mentális állapota miatt mindig is könnyen befolyásolható volt. Egyszerűen gátat akarok szabni a bitorlók csalásainak!"
Az általános vélemény szerint a perrel Love pusztán arra akarta rákényszeríteni Wilsont, hogy Johnstonnal továbbra is a jól profitáló Beach Boys név alatt turnézhassanak.
Wilson weblapján a következő közlemény jelent meg: "A Brian elleni per teljesen értelmetlen. Brian természetesen megvédi magát a bíróságon, ugyanakkor mélyen elszomorítja őt, hogy unokatestvére bármire képes saját anyagi céljai érdekében."

## Szólókarrier
Mike több kísérletet is tett, mint szóló énekes a hetvenes évek végén, ezek közül talán a top 30-as "Almost Summer" című kislemezt érdemes említeni.
Az első és egyetlen szólólemeze 1981-ben jelent meg "Looking Back With Love", ami sem kritikailag sem a piacon sem volt népszerű.